# Philopotamus caucasicus
Philopotamus caucasicus är en nattsländeart som beskrevs av Navás 1933. Philopotamus caucasicus ingår i släktet Philopotamus och familjen stengömmenattsländor. Inga underarter finns listade i Catalogue of Life.